# Wojmir
Wojmir – staropolskie imię męskie, złożone z członów Woj- ("wojownik") i -mir ("pokój, spokój, dobro"). Mogło ono oznaczać kogoś, kto wojując zaprowadza spokój i dobro. W niektórych przypadkach imię to mogło utożsamiać się brzmieniowo z jedną z form imienia Wolimir.
Wojmir imieniny obchodzi 25 października i 11 grudnia.